# Kobyly, Bardejov
Kobyly este o comună slovacă, aflată în districtul Bardejov din regiunea Prešov. Localitatea se află la altitudinea de 362 m deasupra n.m., se întinde pe o suprafață de 12,46 km2 și în 2017 număra 854 de locuitori. Se învecinează cu comuna Kľušov.

## Istoric
Localitatea Kobyly este atestată documentar din 1277.

## Demografie
| An:                | 1994 | 2004    | 2014   | 2024   |
| ------------------ | ---- | ------- | ------ | ------ |
| Număr de persoane: | 766  | 845     | 867    | 903    |
| Diferență:         |      | +10,31% | +2,60% | +4,15% |

| An:                | 2023 | 2024   |
| ------------------ | ---- | ------ |
| Număr de persoane: | 884  | 903    |
| Diferență:         |      | +2,14% |